# Wulfilopsis pygmaea
Wulfilopsis pygmaea är en spindelart som först beskrevs av Eugen von Keyserling 1891.  Wulfilopsis pygmaea ingår i släktet Wulfilopsis och familjen spökspindlar. Inga underarter finns listade i Catalogue of Life.